# Centris adani
Centris adani är en biart som beskrevs av Cockerell 1949. Centris adani ingår i släktet Centris och familjen långtungebin. Inga underarter finns listade.